# Distretto di Yarpea-Mahn
Il distretto di Yarpea-Mahn è un distretto della Liberia facente parte della contea di Nimba.